# Вирле-Пьемонте
Вирле-Пьемонте (итал. Virle Piemonte) — коммуна в Италии, располагается в регионе Пьемонт, в провинции Турин.
Население составляет 1065 человек (2008 г.), плотность населения составляет 76 чел./км². Занимает площадь 14 км². Почтовый индекс — 10060. Телефонный код — 011.
Покровительницей коммуны почитается святая Анна, празднование 26 июля.

## Демография
Динамика населения:

## Администрация коммуны
- Официальный сайт: https://web.archive.org/web/20121221195816/http://www.virle.it/